# Pentapodus berryae
Pentapodus berryae là một loài cá biển thuộc chi Pentapodus trong họ Cá lượng. Loài cá này được mô tả lần đầu tiên vào năm 2018.

## Từ nguyên
Từ định danh berryae được đặt theo tên của Beryl ("Berry") Rae Levy, con gái của W. M. Brooks, đồng tác giả thứ ba mô tả loài này.

## Phân bố và môi trường sống
P. berryae hiện chỉ được biết đến ở ngoài khơi tỉnh Milne Bay (Papua New Guinea), nhưng khả năng là loài này có phân bố rộng rãi hơn. Chúng được tìm thấy trên nền đáy cát và đá vụn ở độ sâu khoảng 60–70 m.

## Mô tả
Chiều dài cơ thể lớn nhất được ghi nhận ở P. berryae là 13,3 cm.
Số gai vây lưng: 10; Số tia vây lưng: 9; Số gai vây hậu môn: 3; Số tia vây hậu môn: 7; Số gai vây bụng: 1; Số tia vây bụng: 5; Số tia vây ngực: 17.

## Sinh thái
P. berryae sống thành nhóm nhỏ đến 10 cá thể.